# Санданов, Сандан Батомункоевич
Сандан Батомункоевич Санданов (1 мая 1995, Кусоты) — российский боксёр, выступающий в лёгкой и первой полусредней весовых категориях. Серебряный и бронзовый призёр чемпионатов России, победитель Кубка России. Мастер спорта России (2017).

## Биография
Сандан Санданов родился 1 мая 1995 года в селе Кусоты Мухоршибирского района Бурятии. Занимался боксом в Улан-Удэ в спортивном клубе «Номто» и Спортивной школе олимпийского резерва № 11. Тренируется у Альберта Муталибова и Бато-Мунко Ванкеева.
В 2017 году получил звание мастера спорта России по боксу.
В 2021 году благополучно дебютировал на профессиональном уровне, выиграв два поединка по очкам. Принял участие в чемпионате России в Кемерове, выбыл из борьбы за медали в четвертьфинале, уступив Руслану Пидгирняку.
В 2022 году на чемпионате России в Чите вновь проиграл в четвертьфинале в категории 63,5 кг со счётом 0:5, проиграв титулованному Габилу Мамедову.
На чемпионате России 2023 года в Хабаровске завоевал «бронзу» в первом полусреднем весе, проиграв в полуфинале Илье Попову.
В 2024 году стал серебряным призёром на чемпионате России в Иркутске, где в финале уступил Илье Попову.
На Кубке России 2025 года в Самаре завоевал титул в первом полусреднем весе, в финальном поединке взял реванш у Ильи Попова.

## Спортивные достижения
| Год  | Соревнование     | Место |
| ---- | ---------------- | ----- |
| 2023 | Чемпионат России | 3     |
| 2024 | Чемпионат России | 2     |
| 2025 | Кубок России     | 1     |